# Phyllomyias urichi
A Phyllomyias urichi a madarak (Aves) osztályának verébalakúak (Passeriformes) rendjébe és a királygébicsfélék (Tyrannidae) családjába tartozó faj.

## Rendszerezése
A fajt Frank Chapman amerikai ornitológus írta le 1899-ben, a Mecocerculus nembe Mecocerculus urichi néven. Egyes szervezetek a Xanthomyias nembe sorolják Xanthomyias urichi néven.

## Előfordulása
Dél-Amerika északi részén, Venezuela területén honos. Természetes élőhelyei a szubtrópusi és trópusi síkvidéki és hegyi esőerdők. Állandó, nem vonuló faj.

## Megjelenése
Testhossza 11 centiméter.

## Természetvédelmi helyzete
Az elterjedési területe kicsi és csökken, egyedszáma 600-1700 példány közötti és szintén csökken. A Természetvédelmi Világszövetség Vörös listáján veszélyeztetett fajként szerepel.